# Chester (hrabstwo Hampden)
Chester – jednostka osadnicza w Stanach Zjednoczonych, w stanie Massachusetts, w hrabstwie Hampden.